# انجم فقیه
انجم فقیه (متولد۱۲ سپتامبر ۱۹۸۹) بازیگر و مدل هندی می باشد.   وی بیشتر به دلیل کار هایش در برنامه های پرمخاطب تلویزیون زی ، یکی شاه بود یکی ملکه و کوندالی باگیا شناخته می شود.  در مدت زمان کوتاهی، او خود را به عنوان یکی از بازیگران جدید آینده دار تلویزیون هند معرفی کرد. 

## اوایل زندگی
انجم فقیه درتاریخ 12 سپتامبر 1989 در بمبئی ، ماهاراشترا، هند در یک خانواده اسلام کونکانی متولد شد. والدینش کمال الدین فقیه و سلطانه فقیه در ریاض, عربستان سعودی زندگی می نمایند. وی تحصیلاتش را از دانشگاه بمبئی به انتهارساند. درسنین 19 سالگی خانه‌اش را ترک نمودتا حرفه بازیگری و مدلینگ را دنبال نماید و به بمبئی مهاجرت کرد. سپس در آرژانس مدلینگ پیویت لاتد. ثبت نام کرد و در آنجا کار خود را به عنوان مدل آغاز کرد و بعداً در چندین آگهی تبلیغاتی ظاهر شد.

## پیشه
فقیه در 19 سالگی تصمیم گرفت مدل شود. 
در تاریخ2010، وی با قسمتی از احوالیه زیبا در رام کام ماهی راه وارد تلویزیون هندی شد. 
بعد از پنج سال وقفه، وی در تاریخ2015 با درام عاشقانه در شهر تو از استار پلاس که وی را در نقش راچیتا آگنیهوتری نشان می داد، به تلویزیون برگشت. در همان سال، وی همچنین در ماشین زمان ظاهر شد. سپس در همان سال درتاریخ دسامبر، فقیه در نقش آنتاگونیست شیطانی رانی راگشواری در یکی شاه بود یکی ملکه ، یک درام دورهمی که از تلویزیون زی پخش می‌شد، بازی کرد و قبل از اینکه سریال را در سال 2016 ترک کند، به دلیل مهارت‌های بازیگری‌اش بسیار مورد قدردانی قرار  .
درماه فوریه 2017، وی درام اجتماعی دوانشی از تلویزیون رنگ ها را امضا نمود.  وی در نقش ساکشی، خواهرخوانده شخصیت کلیدی دوانشی (با بازی هلی شاه )بازی کرد. 
ازماه ژوئیه 2017، فقیه به نام یک رهبر هم راستا در برنامه تلویزیونی محبوب زی تی وی کوندالی باگیا که توسط اکتا کاپور حمایت می شود ظاهر می شود. نقش آفرینی وی در نقش سرشیتی شیطون و دل بسته کننده، جایزه طلایی و جایزه زی ریشتی را برای وی به رهاورد آورد.  جدا از اینکه کوندالی باگیا از تاریخ2016 گسترده‌ترین ارائه را در روزهای هفته از نظر تی آر پی می باشد، در حال حاضر پربیننده ترین صابون زی TV در تلویزیون است. 
در تاریخ های2018 و 2020، او همچنین به ترتیب در تولید های دیگر اکتا کاپور ، دل است (در تلویزیون سونی ) و ناگین 5 (در تلویزیون رنگ ها ) نقش کوتاهی داشت. 
در تاریخ2020، فاقیه در دو نمایش اینترنتی کشمکش و کهنه کو همسفر هاین نقش های راهبردی را انجام می دهد. در تاریخ دسامبر 2020، او نخستین نماهنگ خود را با گرم طاها مل انجام داد.
ازماه اوت 2021، فاقیه به نام مایتری در عالی بنظر می رسد دیده می شود. 

## فیلم شناسی

### تلویزیون
| سال        | عنوان                   | نقش              | یادداشت         | مرجع.  |
| ---------- | ----------------------- | ---------------- | --------------- | ------ |
| 2010       | ماهی راه                | بونیتا اهلوالیا  | نقش تکرار شونده |        |
| 2015       | تره شهر من              | راچیتا آگنیهوتری | نقش تکرار شونده | [ ۱۲ ] |
| 2015       | ماشین زمان              | روشینی چاترجی    | نقش تکرار شونده |        |
| 2015–2016  | ایک تا راجا ایک ثی رانی | راگشواری         | نقش تکرار شونده |        |
| 2017       | دوانشی                  | ساکشی بهاتناگار  | نقش تکرار شونده | [ ۱۳ ] |
| 2017–اکنون | کوندالی باگیا           | سریشی آرورا      | نقش تکرار شونده | [ ۱۴ ] |
| 2021–اکنون | عالی به نظر می رسد 2    | مایتری سود باهل  | نقش تکرار شونده | [ ۱۵ ] |

#### ظاهر های ویژه
| سال       | عنوان          | نقش         | مرجع.  |
| --------- | -------------- | ----------- | ------ |
| 2017/2018 | کومکم باگیا    | سریشی آرورا | [ ۱۶ ] |
| 2018      | دل سلام تو های | خودش        |        |
| 2020      | ناگین 5        | نور بیگ     | [ ۱۷ ] |

### نماهنگ
| سال  | عنوان           | خواننده    | مرجع.         |
| ---- | --------------- | ---------- | ------------- |
| 2020 | ایک دافا تو میل | اویه کونال | [ ۱۸ ] [ ۱۹ ] |

| سال  | عنوان              | نقش  | یادداشت ها | منابع  |
| ---- | ------------------ | ---- | ---------- | ------ |
| 2020 | کشمکش              | گودی |            | [ ۲۰ ] |
| 2020 | کهنه کو همسفر کاین | نیشا | فصل سوم    | [ ۲۱ ] |

## لینک های خارجی
- انجم فقیه در بانک اطلاعات اینترنتی فیلم‌ها (IMDb)